# Hotel New Hampshire
Hotel New Hampshire (ang. The Hotel New Hampshire) – piąta powieść amerykańskiego pisarza Johna Irvinga, wydana w 1981 roku. W 1984 roku została zekranizowana. 
Podobnie jak wiele innych powieści Irvinga, książka ta porusza tematy prostytucji, gwałtu i gwałtu zbiorowego oraz absencji rodzicielskiej. Akcja dzieje się w New Hampshire i w Wiedniu. Dodatkowo, jedna z bohaterek zostaje pisarką, a jej dzieła są adaptowane jako filmy.

## Fabuła
Narratorem powieści jest John Berry, syn Wina i Marry, młodszy brat Franka i Franny, a starszy Lilly i Jaya.
Najpierw opowiada historię swoich rodziców, ich wspólnej pracy w hotelu Arbuthnot w stanie Maine. Tam zakochują się i poznają Freuda, żydowskiego tresera niedźwiedzi, który jednak opuszcza Stany Zjednoczone, pozostawiając im swojego pupila, niedźwiedzia zwanego Stanem Maine. Win Berry wraz ze Stanem przemierza USA występując w pokazach, a zarobione pieniądze przeznacza na studia na Harvardzie.
Po studiach naucza w szkole w Dairy. Ta jednak podupada, stając się w końcu szkołą koedukacyjną. Rodzina Berrych postanawia wykupić starą szkołę żeńską i w jej miejscu postawić hotel. Zamieszkują tam razem z kelnerką Rondą Ray oraz małżeństwem Uricków, kucharzami.

## Polskie wydania
W Polsce została po raz pierwszy wydana w 1992 roku nakładem wydawnictwa Wojciech Pogonowski w przekładzie Michała Kłobukowskiego. Wznowiona została dwukrotnie, w 1998 i 2005 roku przez wydawnictwo Prószyński i S-ka; wydanie z 2000 roku liczyło 548 stron (ISBN 83-7337-159-1)

## Bohaterowie
- Win Berry
- Marry Berry
- Frank Berry
- Franny Berry
- John Berry
- Lilly Berry
- Jajo Berry
- Bob z Iowy
- Freud
- Junior Jones
- Chipper Dove
- Ronda Ray

## Ekranizacja
W 1984 roku książka została zekranizowana przez Tony Richardsona; główne role zagrali Rob Lowe i Jodie Foster.